# Tojolabals
Els tojolabals són una ètnia de llengua i cultura maia. Es diuen a si mateixos Tojolwinik'otik, "homes legítims o veritables". El seu idioma, el tojolabal, ve de les arrels tojol "legítim" i ab'al "paraula".

## Localització
Els tojolabals viuen a l'estat de Chiapas, principalment al municipi de las Margaritas (Chiapas), però també hi ha altres nuclis als municipis d'Altamirano, Comitán, Independència i La Trinitaria. Segons el cens de 2000 eren 54.505 individus.

## Història
Segons les seves llegendes la seva terra d'origen era als Cuchumatanes de Guatemala. Després de la conquesta espanyola de Chiapas en el segle XVI el seu territori fou entregat en feu als dominics i es dedicaren a l'agricultura. Durant els segles xix i xx protagonitzaren diversos enfrontaments amb les autoritats per la possessió de la terra.